# Shirley Cruz Traña

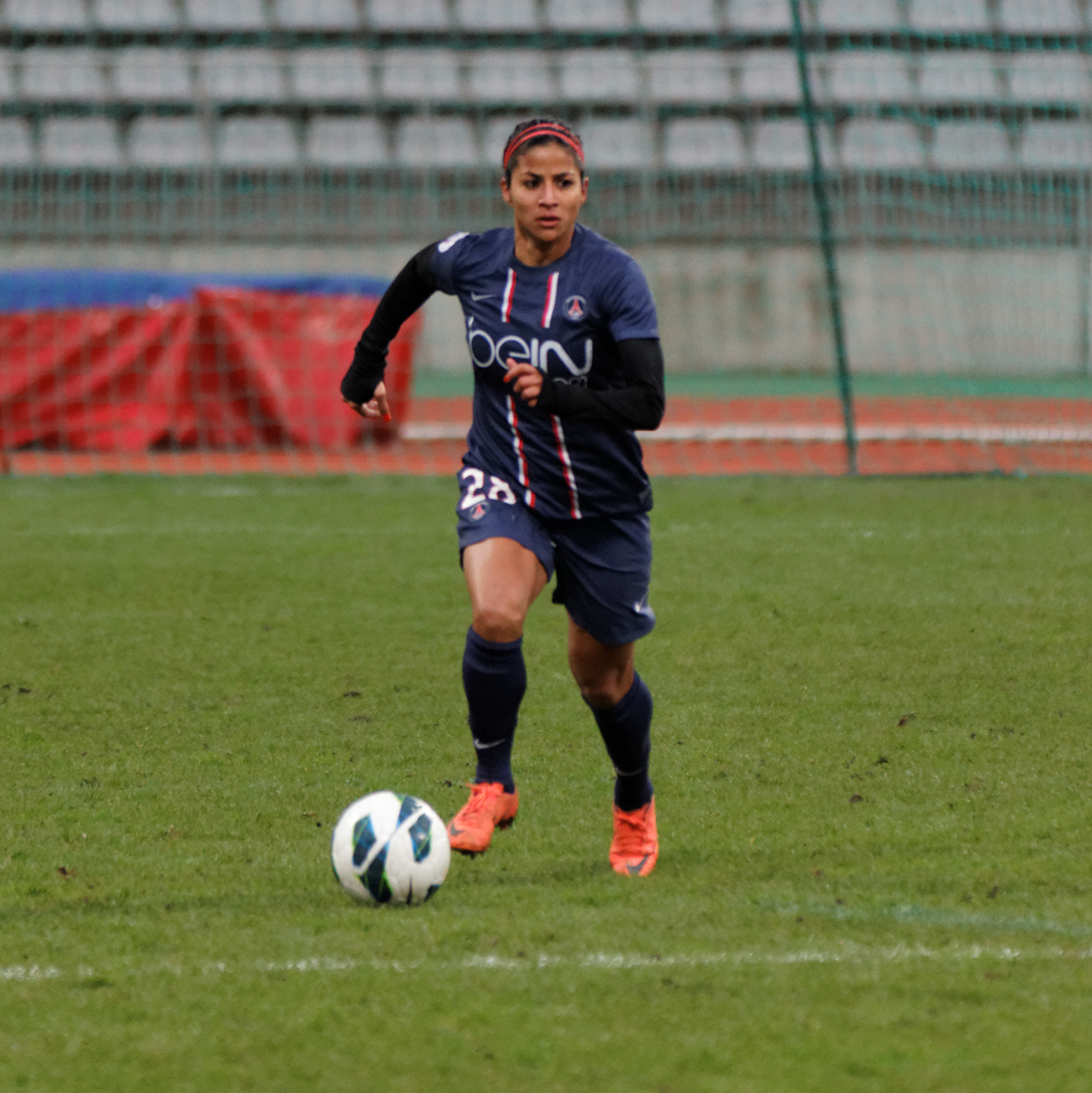
Shirley Cruz Traña, 2013

Shirley Iveth Cruz Traña (* 28. August 1985 in San José), gelegentlich auch in der Schreibweise Trana, ist eine ehemalige costa-ricanische Fußballspielerin, die den Großteil ihrer Vereinskarriere im französischen Ligabetrieb absolviert hat. Die Mittelfeldspielerin ist im Oktober 2019 nach Alajuela zurückgekehrt, wo sie als junge Frau schon einmal gespielt hatte; 2020 wechselte sie allerdings zu OL Reign in die US-Frauenliga NWSL.

## Vereinskarriere

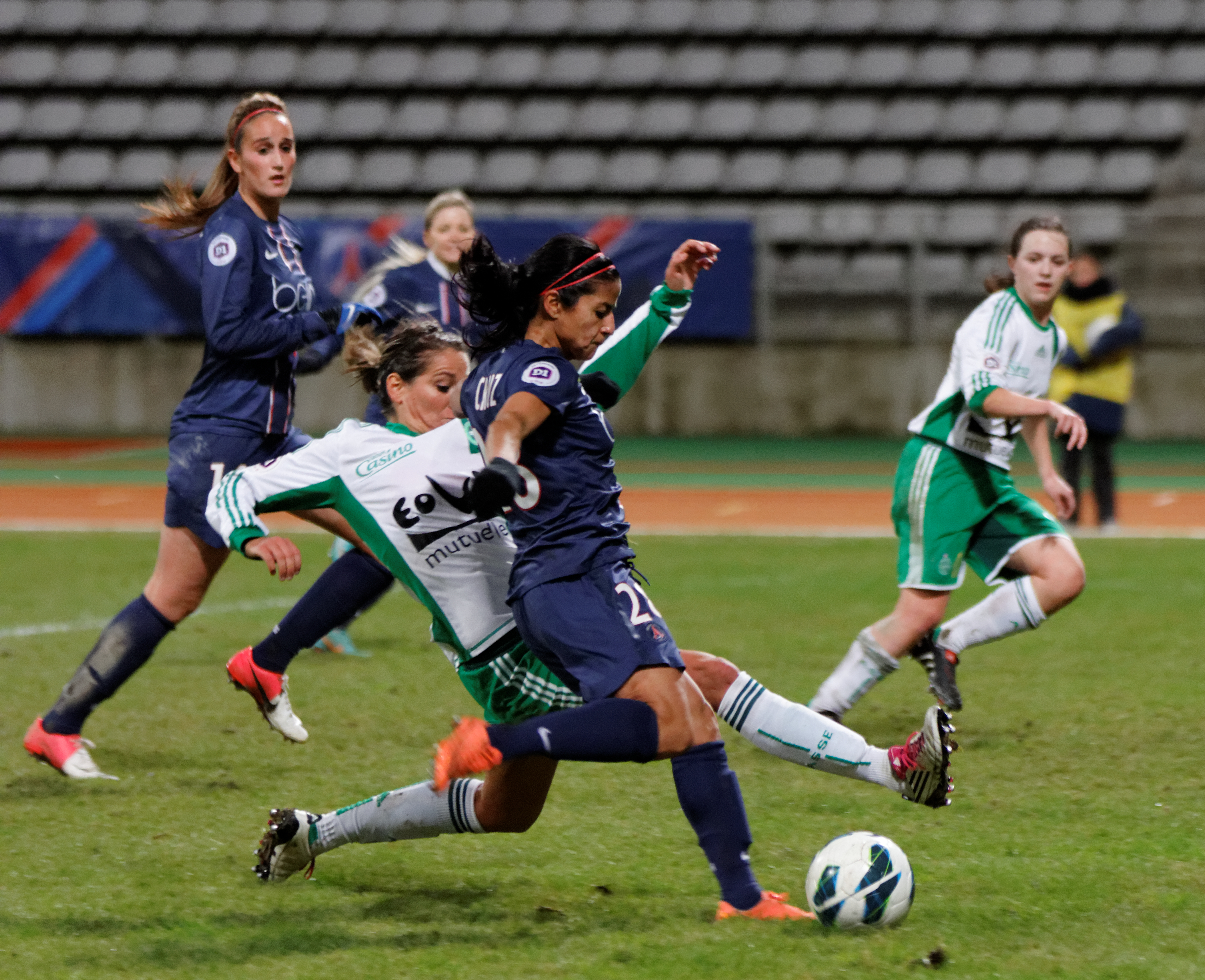
Cruz Traña (vorne), Dezember 2012

Shirley Cruz Traña stammt aus einer Mittelschichtfamilie und kam durch ihre älteren Brüder dazu, selbst Fußball zu spielen. Als Zwölfjährige trat sie einem Verein aus San Pedro de Poás bei, nur zwei Jahre später spielte sie bereits mit der Frauenmannschaft von AD Goicoechea in der höchsten Liga Costa Ricas. Im Jahr 2000 wechselte sie zu CS Desamparados, von dort 2002 zu UCEM Alajuela, mit dem sie drei nationale Meistertitel gewann und wo sie auch zur Nationalspielerin wurde (siehe unten), sowie 2004 weiter zu Deportivo Saprissa. In dieser Zeit begann sie, die seinerzeit nie das Ziel gehabt hatte, Profifußballerin zu werden, sondern ihrem Sport lediglich „aus Spaß und um [sich] ein Taschengeld dazuzuverdienen“, nachging, eine Ausbildung zur Krankengymnastin. Diese musste sie Ende 2005 abbrechen, denn in der Winterpause 2005/06 holte Olympique Lyon sie nach Frankreich.
Sportlich hatte die Costa-ricanerin bei Olympique kaum Akklimatisierungsprobleme – wenngleich sie bei ihrer Abreise aus Zentralamerika noch davon ausging, schon bald zurückzukehren – und bestritt unter Trainer Farid Benstiti noch sieben Ligaspiele in der Division 1 Féminine, in denen sie zudem drei Tore schoss. In der Folge hat die rechtsfüßige Mittelfeldspielerin „sich schnell als wesentliches Element in Lyons Mittelfeld durchgesetzt“; für spektakuläres Spiel waren andere zuständig, aber die „unermüdliche Ballschlepperin, technisch beschlagen und ausdauernd“, gehörte zu den tragenden Säulen von Lyons Aufstieg und der anschließenden Dauerdominanz in der französischen Liga, die dem Verein ab 2007 eine ununterbrochene Serie von Meistertiteln einbrachte. Shirley Cruz Traña blieb von schweren Verletzungen verschont und bestritt bis 2012 insgesamt 115 Punktspiele, dazu 19 Begegnungen im Landes- und 37 im europäischen Pokal für Olympique. Verteilt auf diese drei Wettbewerbe erzielte sie auch 37 Tore. Ein besonders wichtiges gelang ihr im französischen Pokalfinale 2008, als sie in einem bis dahin sehr engen Match gegen Paris Saint-Germain in der zweiten Halbzeit den Bann brach und Lyon mit 1:0 in Führung brachte.
Im Sommer 2012 – sie hatte mit Olympique gerade alle drei nationalen und internationalen Titel (Meisterschaft, Pokal und Champions League), einen „historischen Triplé“, gewonnen – verlängerte OL ihren Vertrag nicht mehr, weil der Verein es „vorzog, Élise Bussaglia [für diese Position] zu verpflichten“. Hintergrund war offenbar, dass Cruz mit dem reduzierten Angebot von Lyon nicht einverstanden war, wie sie während eines Heimataufenthalts gegenüber La Nación bekundete: „[Lyon hat] meine Bezüge vergangenes Jahr reduziert, und sie wollen sie jetzt, trotz all unserer Erfolge, erneut verringern“. Im Ergebnis griff der Paris Saint-Germain FC, der von ihrem „Entdecker“ Farid Benstiti trainiert wurde, zu und sicherte sich die Dienste der Mittelfeldakteurin, die sich von diesem Wechsel zudem „wieder mehr spielerische Freiheiten als zuletzt“ versprach.
Auch bei ihrem neuen Verein traten praktisch keinerlei Umstellungsprobleme auf: Nach ihrer ersten Spielzeit bei PSG stand Shirley Cruz Traña gemeinsam mit Amandine Henry und Lotta Schelin (beide aus Lyon) in der Endauswahl für die UNFP-Trophäe als saisonbeste Spielerin, die dann aber an Schelin ging. Dafür wurde die Costa-Ricanerin vom französischen Verband FFF als beste Spielerin der ersten Division in dieser Saison 2012/13 ausgezeichnet. Dass sie 2015 erneut in der Vorauswahl der UNFP stand – diesmal zusammen mit Lyons Eugénie Le Sommer und wiederum Lotta Schelin –, unterstreicht ihre Bedeutung in der französischen Liga. In der Saison 2014/15 erreichte sie mit PSG zudem auch wieder ein Champions-League-Endspiel, unterlag darin aber gegen den 1. FFC Frankfurt mit 1:2. Im Januar löste sie ihren Vertrag mit dem Hauptstadtclub ein halbes Jahr vor Ablauf auf und unterschrieb einen neuen bei Jiangsu Suning, einem Erstligisten aus Nanjing, wo der Franzose Gérard Prêcheur ihr Trainer war. Mit diesem Verein wurde sie 2018 Vizemeisterin und Verbandspokalsiegerin.
Im Herbst des Jahres 2019 kehrte sie in ihr Heimatland zurück und schloss sich dem Alajuelense Fútbol Femenino – einer Spielgemeinschaft von CODEA und LD Alajuelense – an, wo sie zudem auch eine Führungsrolle im Vereinsmanagement übernehmen soll. Im Dezember gewannen sie und ihre Mitspielerinnen die Meisterschaft in der Primera División Femenina de Costa Rica. Nachdem dort der Spielbetrieb im Frühjahr 2020 aufgrund der Corona-Pandemie eingestellt worden war, wechselte sie zu OL Reign aus Seattle, zu dessen Aufgebot unter anderen auch Megan Rapinoe zählt und wo Farid Benstiti zum dritten Mal nach Lyon und Paris ihr Trainer wurde. 2021 traf sie dort zudem wieder auf ihre ehemaligen Lyoner Kolleginnen Sarah Bouhaddi und Eugénie Le Sommer.
Nachdem sie nicht für die WM 2023 berücksichtigt worden war, erklärte sie ihr Karriereende. Seit Januar 2024 ist sie als Assistenztrainerin bei der Frauenelf von Paris Saint-Germain tätig.

### Stationen
- San Pedro de Poás (1997–1999)[15]
- AD Goicoechea (1999/2000)
- CS Desamparados (2000–2002)
- UCEM Alajuela (2002–2004)
- Deportivo Saprissa (2004–Dezember 2005)
- Olympique Lyon (Januar 2006–2012)
- Paris Saint-Germain FC (2012–Januar 2018)
- Jiangsu Suning FC (Januar 2018–2019)
- Alajuelense FF (Herbst 2019–März 2020)
- OL Reign (März 2020–November 2021)
- Alajuelense FF (2022–Juni 2023)

## In der Nationalelf
Nachdem Shirley Cruz Traña schon für die U-19 und die U-20 Costa Ricas gespielt hatte, kam sie, gerade erst 17-jährig, erstmals im Spätherbst 2002 beim CONCACAF Women’s Gold Cup in den Vereinigten Staaten und Kanada für Costa Ricas A-Frauenteam zum Einsatz und bestritt dort alle fünf Begegnungen. Dieses Turnier schloss Costa Rica nach deutlichen Niederlagen gegen Kanada, die USA und Mexiko als Viertplatzierter ab.
Von 2004 bis 2006 verzichtete Cruz Traña auf Länderspieleinsätze, kehrte 2006 bei der Qualifikation zur Frauenfußballweltmeisterschaft 2007 aber wieder in die Nationalfrauschaft zurück. Darin scheiterte sie mit ihren Mitspielerinnen aber bereits in den Gruppenspielen an Panama und Guatemala. Auch für das olympische Fußballturnier 2012 konnte sie sich nicht qualifizieren. Bis Ende 2011 hatte sie es auf insgesamt 29 A-Länderspiele gebracht, in denen sie 18 Treffer erzielt hat; 2012 und 2013 sind weitere 13 Spiele mit neun Toren dazugekommen. Für die U-17-Weltmeisterschaft der Frauen, die 2014 in ihrem Heimatland ausgetragen wurde, hatte die FIFA Shirley Cruz Traña zur „Turnierbotschafterin“ ernannt.
Im Herbst 2014 bestritt sie mit Costa Rica den Gold Cup in den Vereinigten Staaten, in dem ihr Team das Finale gegen die Gastgeberinnen erreichte und sich für die WM 2015 qualifizierte. In vier der fünf Spiele eingesetzt – gegen Martinique durfte sie pausieren –, schoss sie ein Tor beim 2:1-Sieg über Jamaika. Cruz Traña war bereits so frühzeitig zur Teamvorbereitung in ihre Heimat abgereist, dass sie das Champions-League-Rückspiel gegen Twente Enschede verpasste; sie hatte auch noch keine Freigabe ihres Vereins erhalten. Kurz vor dem Gold-Cup-Finale begründete sie dies mit den Worten:

„Ich habe nicht an die finanziellen Auswirkungen gedacht. Alles, was ich wollte, war, meine Mitspielerinnen zu unterstützen und meinen Traum [von Costa Ricas erster Weltmeisterschaftsteilnahme] zu verwirklichen.“

2015 nahm sie mit dem Kader Costa Ricas an der WM-Endrunde in Kanada teil und stand in allen drei Begegnungen Costa Ricas über die volle Spielzeit auf dem Feld; das letzte Spiel der Vorrunde gegen Brasilien war ihr 63. A-Länderspiel, in denen sie 21 Tore geschossen hat. Die Mittelamerikanerinnen mussten nach zwei Unentschieden und einer Niederlage als Gruppendritte allerdings die vorzeitige Rückreise antreten.
Auch in den folgenden Jahren gehörte Cruz noch der Nationalelf an, war beispielsweise im Sommer 2018 in einer Freundschaftsbegegnung in Chile costa-ricanische Spielführerin und trug die Armbinde auch noch im Januar und Februar 2020 bei dem CONCACAF-Qualifikationsturnier für die Olympischen Sommerspiele in Japan, bei dem die Mittelamerikanerinnen im Halbfinale mit 0:1 an Kanada scheiterten. Am 8. Juli 2022 bestritt sie bei der CONCACAF W Championship 2022 im Gruppenspiel gegen Trinidad und Tobago, das mit 4:0 gewonnen wurde, ihr 100. Länderspiel. Mit dem Sieg qualifizierten sich die Ticas zum zweiten Mal für die WM-Endrunde, die 2023 in Australien und Neuseeland stattfindet. Auch in den drei folgenden Spielen gegen Kanada, die USA und Jamaika, die aber verloren wurden, womit Costa Rica das Turnier als Vierter abschloss, wurde sie eingesetzt.

## Palmarès
- Französische Meisterin: 2007, 2008, 2009, 2010, 2011, 2012 (und Vizemeisterin 2013, 2014, 2015, 2016)
- Französische Pokalsiegerin: 2008, 2012
- Europapokalsiegerin: 2011, 2012 (und Finalistin 2010, 2015)
- Meisterschaft Costa Ricas: 2002, 2003, 2004, 2019
- Chinesischer Verbandspokal: 2018
- Gewinnerin des Challenge de la meilleure joueuse als beste Erstligaspielerin der Saison 2012/13